# 敵視
| ウィキペディアには「敵視」という見出しの百科事典記事はありません（タイトルに「敵視」を含むページの一覧/「敵視」で始まるページの一覧）。 代わりにウィクショナリーのページ「敵視」が役に立つかもしれません。 |